# Delight (EP de Baekhyun)
Pour les articles homonymes, voir Delight (homonymie).
Albums de Baekhyun
City Lights
(2019) Baekhyun
(2021)
Singles
1. Candy
Sortie : 25 mai 2020

Delight est le second EP de l'artiste Baekhyun, un des membres du boys band sud-coréano-chinois EXO, et est sorti le 25 mai 2020 sous SM Entertainment et distribué par Dreamus Company Korea.

## Contexte et sortie
Le 12 mars 2020, le chanteur a posté une photo d'un studio d'enregistrement sur Twitter. Interrogé par plusieurs internautes sur la plateforme sur ce qu'il était en train d'enregistrer, ce dernier a déclaré qu'il était en train de préparer son prochain album solo. Le 22 avril, OSEN a révélé que le membre d'EXO participait activement au processus de création de son nouvel opus prévu pour le mois de mai. À la suite de cette annonce, SM Entertainment a confirmé la nouvelle, annonçant également une sortie prévue pour fin mai.
Le 6 mai, il a été que Baekhyun ferait son retour exactement le 25 mai avec un second mini-album intitulé Delight. Une première image teaser a également été mise en ligne par ailleurs. Du 12 au 24 mai, des photos et vidéos teasers sont régulièrement postées. Le 22 mai, un medley des chansons figurant sur l'album a été mise en ligne sur YouTube. Le jour suivant, un premier teaser du clip a été publié, ainsi qu'un second le 25 mai, soit quelques heures avant la sortie du clip-vidéo et de l'EP.

## Chansons
Le single principal "Candy" est décrit comme une chanson R&B contemporaine qui combine une instrumentation de synthé addictive et une mélodie tendance. Il comporte des paroles où les différents charmes de Baekhyun sont exprimés et comparés à différentes saveurs de bonbons. "R U Ridin’?" est une chanson trap R&B avec une instrumentation, une mélodie et des paroles qui chuchotent l'amour. "Bungee" est une chanson R&B à mi-tempo avec une mélodie de piano. Les paroles sont une métaphore de tomber amoureux et de nager dans la mer. "Poppin’" est une chanson hip-hop R&B urbaine, avec des paroles exprimant les sentiments accablants de bonheur qui éclatent en amour. "Underwater" est une chanson R&B à mi-tempo rêveuse avec des paroles sur la sensation d'un cœur immergé dans un océan de tristesse après avoir perdu quelqu'un qu'on aime. "Ghost" est une chanson R&B alternative avec des paroles sur une personne qui endure une séparation et compare son amant(e) à une image rémanente d'un fantôme. "Love Again" est une chanson lyrique R&B contemporaine avec des paroles sur le désir d'aimer à nouveau un partenaire à la fin d'une relation.

## Promotion
Le jour même de la sortie du mini-album, le chanteur a tenu un live intitulé BAEKHYUN's Candy Shop, qui a été retransmis en direct sur V Live.
Il a déclaré au cours de ce live que la définition du mot "delight" était "joie" et qu'il voulait ainsi donner de la joie à beaucoup de personnes à travers ce mini-album. Il a également partagé : “Et comme je possède le pouvoir surnaturel de la « lumière » dans EXO, je voulais inclure ce mot « lumière » dans le nom de l'EP. J'ai donc choisi "Delight" pour donner l'impression qu'il est lié à mon premier mini-album solo "City Lights".”.
Le 27 mai, Baekhyun a commencé à promouvoir "Candy", le chanteur interprète la chanson dans deux versions différentes : "Spicy" et "Sweet". Il a par la suite commencé à interpréter le single dans les émissions musicales sud-coréennes le 5 juin. Les 1er, 3 et 5 juin, il a participé à des émissions de radio. Le 30 mai et le 3 juin, il a organisé un call event avec ses fans. Le 29 mai, une version live de "Love Again" est mise en ligne sur YouTube sur la chaîne SM Station.

## Accueil

### Succès commercial
Le 25 mai, il a été révélé que Baekhyun avait enregistré un record en ce qui concerne les ventes les plus élevées dès la première semaine pour un artiste solo. Delight s'est vendu à 600 908 copies selon Hanteo Chart, battant le record de Kang Daniel pour le nombre d'albums vendus la première semaine en moins d'une journée mais également son propre record. On rappelle que le précédent mini-album de Baekhyun, City Lights, avait été vendu à 380 769 copies la première semaine. En ce qui concerne les pré-ventes, le chanteur a également battu son propre record avec 732 297 d'exemplaires vendus au 24 mai tandis que pour son précédent opus, le nombre était à l'ordre de 401 545 exemplaires,.
Delight a atteint un volume de ventes de 3 millions de yuans sur QQ Music le 28 mai, ce qui en fait le premier album sud-coréen à être certifié "Triple Platine" cette année. Selon Hanteo, le mini-album s'est vendu à 704 527 exemplaires au cours des sept premiers jours, atteignant ainsi la première place sur les classements hebdomadaires et mensuels de Hanteo.
L'EP s'est également classé à la deuxième place sur le Gaon Album Chart, et figure pour la seconde fois dans le top cinq du Billboard World Album Chart. Au Japon, l'album figure au sixième rang du classement Oricon Album Chart. De plus, il a été révélé que l'EP avait pris la première place du Top Albums Charts de iTunes dans 69 pays différents depuis sa sortie.
En juin, Delight a dépassé les 971 000 ventes cumulées, faisant ainsi du chanteur le premier soliste à se qualifier pour une certification "Triple Platine". Le 1er juillet, il a été annoncé que l'EP avait dépassé le million de ventes, ce qui en fait le premier album d'un soliste en Corée du Sud à le faire depuis Another Days (2001) de Kim Gun-mo.
Le 25 novembre, le mini-album a été certifié "Diamant" pour s'être vendu à 250 000 exemplaires sur QQ Music, ce qui en fait le premier EP sud-coréen le plus rapide à atteindre ce chiffre en 2020. Baekhyun est également devenu le premier soliste sud-coréen depuis G-Dragon à obtenir cette certification sur la plate-forme de streaming.

## Liste des titres
| Delight | Delight     | Delight                                                   | Delight                                                                                      | Delight | Delight | Delight | Delight | Delight | Delight |
| No      | Titre       | Auteur                                                    | Producteur(s)                                                                                | Durée   |         |         |         |         |         |
| ------- | ----------- | --------------------------------------------------------- | -------------------------------------------------------------------------------------------- | ------- | ------- | ------- | ------- | ------- | ------- |
| 1.      | Candy       | Kenzie                                                    | Mike Daley, Mitchell Owens, DEEZ, Adrian McKinnon                                            | 3:47    |         |         |         |         |         |
| 2.      | R U Ridin’? | Kenzie                                                    | Kenzie, Mike Daley, Mitchell Owens, Wilbart "Vedo" McCoy III                                 | 2:54    |         |         |         |         |         |
| 3.      | Bungee      | jane                                                      | Oiaisle, Royal Dive, Brian Cho, jane                                                         | 3:26    |         |         |         |         |         |
| 4.      | Underwater  | Cho Mi-yang (lalala studio), Yi Yi-jin (lalala studio)    | Andrew Choi, Kim Yeon-seo, MinGtion                                                          | 3:19    |         |         |         |         |         |
| 5.      | Poppin’     | Kenzie                                                    | Jonathan Yip, Ray Romulus, Jeremy Reeves, Ray Charles McCullough II, August Rigo             | 3:28    |         |         |         |         |         |
| 6.      | Ghost       | JQ, Mola (makeumine works), Kang Eun-yu (makeumine works) | Klara Ósk Elíasdóttir, Alma Guðmundsdóttir, Tony Ferrari, Larus Arnason, Omega, Bram Inscore | 3:24    |         |         |         |         |         |
| 7.      | Love Again  | Colde                                                     | Colde, Stally                                                                                | 3:25    |         |         |         |         |         |
| 23:45   |             |                                                           |                                                                                              |         |         |         |         |         |         |

## Classements

### Classements hebdomadaires
| Classements                        | Meilleure position |
| ---------------------------------- | ------------------ |
| South Korea (Gaon)                 | 1                  |
| US World Albums (Billboard)        | 5                  |
| US Heatseekers Albums (Billboard)  | 13                 |
| UK Digital Albums (OCC)            | 11                 |
| Japan Hot Albums (Billboard Japan) | 6                  |
| Japanese Albums (Oricon)           | 9                  |

### Classement annuel
| Classement         | Meilleure position |
| ------------------ | ------------------ |
| South Korea (Gaon) | 7                  |

## Ventes
| Pays               | Ventes    |
| ------------------ | --------- |
| South Korea (Gaon) | 1 031 993 |
| China (DL)         | 290 000   |
| Japan (Oricon)     | 9 778     |

## Certification
| Pays               | Certification  | Unités certifiés / Ventes |
| ------------------ | -------------- | ------------------------- |
| South Korea (Gaon) | Triple Platine | 750 000                   |

## Prix et nominations
| Année | Prix                    | Travail nommé | Titre                                    | Résultat   |
| ----- | ----------------------- | ------------- | ---------------------------------------- | ---------- |
| 2020  | MelOn Music Awards      | Delight       | Album of the Year                        | Nomination |
| 2020  | MelOn Music Awards      | Candy         | Best R&B/Soul Award                      | Nomination |
| 2020  | Mnet Asian Music Awards | Candy         | Best Vocal Performance Solo              | Nomination |
| 2020  | Mnet Asian Music Awards | Candy         | Song of the Year                         | Nomination |
| 2020  | Mnet Asian Music Awards | Delight       | Album of the Year                        | Nomination |
| 2021  | Gaon Chart K-Pop Awards | Delight       | Artist of the Year (Album) - 2nd Quarter | Lauréat    |
| 2021  | Gaon Chart K-Pop Awards | Candy         | Song of the Year (Digital) - May         | Nomination |

### Programmes de classements musicaux
| Chanson | Programme                 | Date        |
| ------- | ------------------------- | ----------- |
| "Candy" | Show Champion (MBC Music) | 3 juin 2020 |
| "Candy" | Music Bank (KBS)          | 5 juin 2020 |
| "Candy" | Inkigayo (SBS)            | 7 juin 2020 |

## Historique de sortie
| Pays         | Date        | Format                   | Label                                   |
| ------------ | ----------- | ------------------------ | --------------------------------------- |
| Corée du Sud | 25 mai 2020 | CD, Téléchargement légal | SM Entertainment, Dreamus Company Korea |
| Monde entier | 25 mai 2020 | Téléchargement légal     | SM Entertainment                        |